# Archizoom

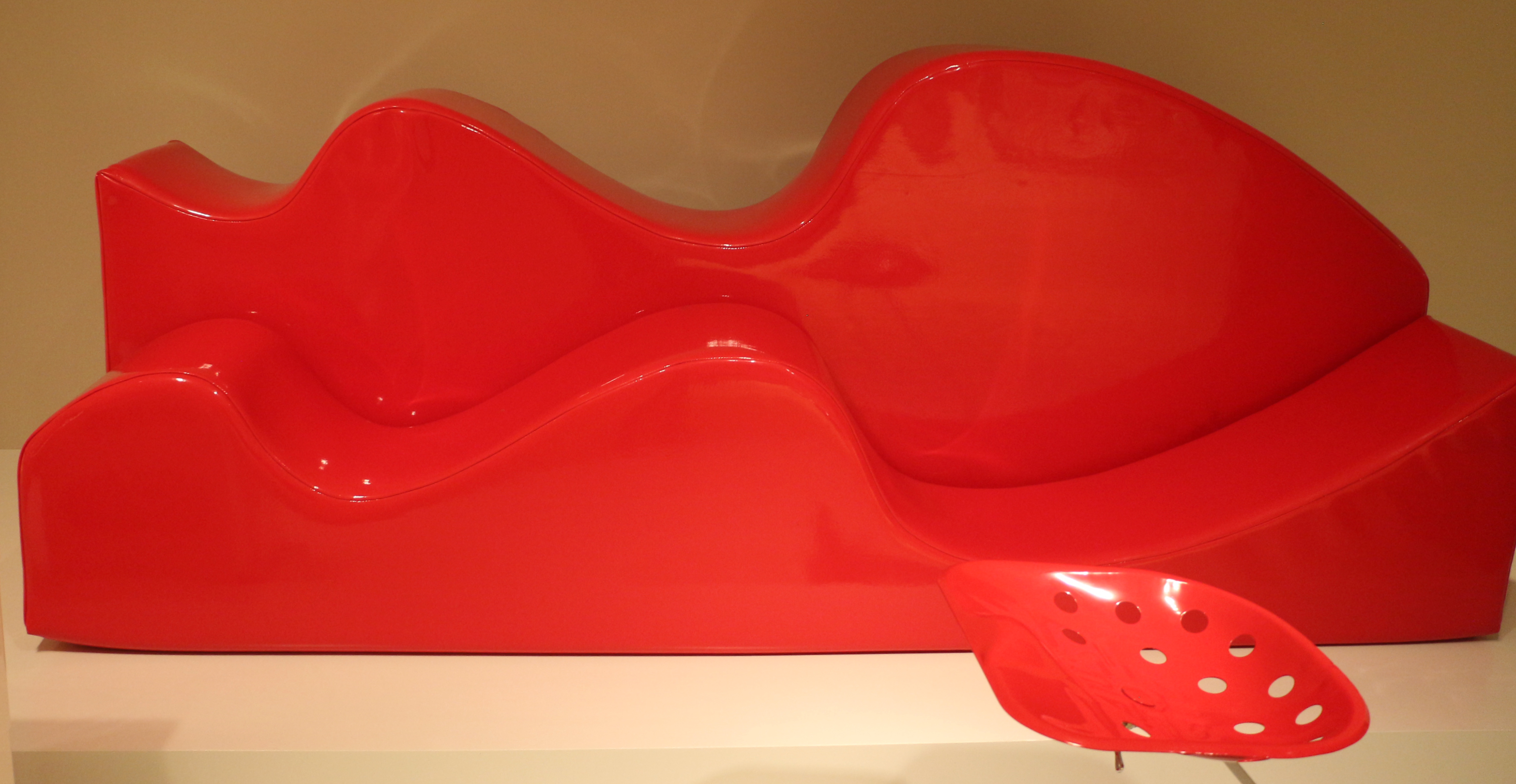
Archizoom for Poltronova, Sofa Superonda, 1967

Die Gruppe Archizoom Associati wurde 1966 in Florenz gegründet. Zu den Gründungsmitgliedern der Gruppe zählen Andrea Branzi, Paolo Deganello, Gilberto Corretti und Massimo Morozzi. Die Gruppe gilt als Begründer des Anti-Designs. Neben Architektur und Produktdesign beschäftigte sich Archizoom auch mit Stadtplanung. Der Name leitet sich von der britischen Architektengruppe Archigram sowie deren Zeitschrift Zoom ab.
In von der Pop Art inspirierten, provokanten Werken löst sich Archizoom von dem dominierenden funktionalistischen Design. Ein Beispiel hierfür ist das Sofa Superonda aus dem Jahr 1966, ein wellenförmiger durchtrennter Polyurethanblock, der sich zu verschiedenen Sitzkombinationen zusammenstellen lässt. In dem Sessel Mies aus dem Jahr 1969 zitiert Archizoom auf ironische Art und Weise einen Designklassiker und kombiniert einen Stahlrahmen in Form eines dreiseitigen Prismas mit einer bequemen Liegefläche aus Latex.
Archizoom stellte bestehende bürgerliche Werte und Konventionen in Frage und kritisierte die bestehende Konsumgesellschaft. Auch wenn sich Archizoom bereits 1974 wieder auflöste, ist ihr Einfluss auf spätere Gruppierungen wie Memphis oder Alchimia unverkennbar.